# Кенсиу
Кенсиу (Belubn, Kense, Kenseu, Kensieu, Kensiw, Maniq, Mawas, Mendi, Mengo, Meni, Menik, Moni, Monik, Moniq, Mos, Ngok Pa, Orang Bukit, Orang Liar, Sakai, Tiong) — язык, распространённый около тайской границы, к северо-востоку от провинции Кедах в Малайзии и в провинциях Наратхиват, Пхаттхалунг, Сатун, Яла в Таиланде. Много людей в Таиланде также говорят на тайском языке, а некоторые используют малайский язык.
Язык имеет несколько диалектов: бонг, джарум, джехер иджох (иджок), кедах, кенсиу-бату (батук), кенсиу-сионг (сионг), кентак-накил (накил), маник, плус, улу-селама.